# Pablo Schreiber
Pablo Tell Schreiber (Ymir, 26 aprile 1978) è un attore e regista teatrale statunitense con cittadinanza canadese.

## Biografia
Schreiber nasce ad Ymir, nella Columbia Britannica, il 26 aprile 1978, figlio di Tell Carroll Schreiber, un attore e regista teatrale statunitense di origini austriache, svizzere, irlandesi e scozzesi, che gli diede il nome Pablo in onore del celebre poeta cileno Pablo Neruda, e di Lorraine Reaveley, una psicoterapeuta canadese. È fratellastro dell'attore Liev Schreiber. Ha studiato alla Carnegie Mellon University.
Debutta nel 2001 nel film Bubble Boy con Jake Gyllenhaal, mentre nel 2003 recita nel film indipendente The Mudge Boy, mentre nel 2004 recita al fianco del fratello in The Manchurian Candidate. Nel 2005 ottiene il ruolo di Stecyk in Lords of Dogtown, negli anni seguenti appare in episodi di Law & Order - I due volti della giustizia, Law & Order: Special Victims Unit e Law & Order: Criminal Intent, mentre tra il 2003 e il 2008 lavora nella serie televisiva The Wire, nel ruolo ricorrente di Nickolas 'Nick' Sobotka. Ha lavorato anche in teatro, ottenendo una nomination ai Tony Awards per la sua performance in Awake and Sing!, portata in scena a Broadway.

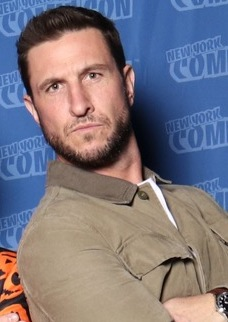
Schreiber nell'ottobre 2017

Nel 2008 ottiene una parte nel film di Woody Allen Vicky Cristina Barcelona e nel film Come un uragano, con Diane Lane e Richard Gere. Nel 2011 è il volto di uno dei personaggi ricorrenti della settima stagione di Weeds. Nel 2013 interpreta la guardia carceraria Mendez nella serie Orange Is the New Black, mentre nel 2015 è fra i protagonisti di 13 Hours: The Secret Soldiers of Benghazi e della serie di HBO The Brink accanto a Jack Black, Tim Robbins e Aasif Mandvi.
Dal 2017 fa parte del cast di American Gods, serie televisiva tratta dall'omonimo romanzo di Neil Gaiman, nella parte del leprecauno Mad Sweeney. Nel 2018 ha preso parte ai film Nella tana dei lupi, Skyscraper e First Man - Il primo uomo; in quest'ultimo interpreta Jim Lovell, comandante dell'equipaggio di riserva dell'Apollo 11 nella missione che ha visto lo sbarco sulla luna di Neil Armstrong. dal 2021 interpreta Master Chief nella serie TV Halo prodotta e distribuita dalla Paramount sulla piattaforma Paramount+

## Filmografia parziale

### Cinema
- Bubble Boy, regia di Blair Hayes (2001)
- The Mudge Boy, regia di Michael Burke (2003)
- Invitation to a Suicide, regia di Loren Marsh (2004)
- The Manchurian Candidate, regia di Jonathan Demme (2004)
- Lords of Dogtown, regia di Catherine Hardwicke (2005)
- Jimmy Blue, regia di Joseph Infantolino (2006) - cortometraggio
- Quid Pro Quo, regia di Carlos Brooks (2008)
- Vicky Cristina Barcelona, regia di Woody Allen (2008)
- Come un uragano (Nights in Rodanthe), regia di George C. Wolfe (2008)
- Favorite Son, regia di Howard Libov (2008)
- Tell-Tale, regia di Michael Cuesta (2009)
- Breaking Upwards, regia di Daryl Wein (2009)
- Happythankyoumoreplease, regia di Josh Radnor (2010)
- Allegiance, regia di Michael Connors (2012)
- Preservation, regia di Christopher Denham (2014)
- Fort Bliss, regia di Claudia Myers (2014)
- Muhammad Ali's Greatest Fight, regia di Stephen Frears (2013)
- After, regia di Pieter Gaspersz (2014)
- The Dramatics: A Comedy, regia di Scott Rodgers (2015)
- 13 Hours: The Secret Soldiers of Benghazi, regia di Michael Bay (2016)
- All Summers End, regia di Kyle Wilamowski (2017)
- Thumper, regia di Jordan Ross (2017)
- Big Bear, regia di Joey Kern (2017)
- Traces, regia di Matthew Currie Holmes (2017)
- Nella tana dei lupi (Den of Thieves), regia di Christian Gudegast (2018)
- Beast of Burden - Il trafficante (Beast of Burden), regia di Jesper Ganslandt (2018)
- Skyscraper, regia di Rawson Marshall Thurber (2018)
- First Man - Il primo uomo (First Man), regia di Damien Chazelle (2018)
- The Devil Has a Name, regia di Edward James Olmos (2019)
- Lorelei, regia di Sabrina Doyle (2020)
- Traces, regia di Matthew Currie Holmes (2021)
- The King's Daughter, regia di Sean McNamara (2022)

### Televisione
- A Painted House – film TV (2003)
- The Wire – serie TV, 13 episodi (2003-2008)
- Law & Order: Criminal Intent - serie TV, 2 episodi (2005-2007)
- Law & Order - I due volti della giustizia (Law & Order) - serie TV, 2 episodi (2006-2008)
- Law & Order - Unità vittime speciali (Law & Order: Special Victims Unit) – serie TV, 9 episodi (2007-2014)
- Fear Itself – serie TV, un episodio (2008)
- Medium - serie TV, episodio 6x11 (2010)
- Fuori dal ring (Lights Out) – serie TV, 13 episodi (2011)
- Weeds – serie TV, 6 episodi (2011)
- A Gifted Man – serie TV, 16 episodi (2011-2012)
- Person of Interest – serie TV, episodio 1x20 (2012)
- White Collar – serie TV, 1 episodio (2012)
- Orange Is the New Black – serie TV, 19 episodi (2013-2017)
- The Brink – serie TV, 10 episodi (2015)
- American Gods – serie TV, 16 episodi (2017-2019)
- In difesa di Jacob (Defending Jacob) – miniserie TV, 8 puntate (2020)
- Halo – serie TV, 17 episodi (2022-2024)
- Candy - Morte in Texas (Candy) – miniserie TV, 5 puntate (2022)

## Doppiatori italiani
Nelle versioni in italiano delle opere in cui ha recitato, Pablo Schreiber è stato doppiato da:
- Riccardo Scarafoni in Orange Is the New Black, The Brink, American Gods
- Massimo Bitossi in The Wire (st. 2), Nella tana dei lupi
- Simone D'Andrea in Law & Order - Criminal Intent (ep. 7x07), Halo
- Francesco Pezzulli in Law & Order - Unità vittime speciali (st. 14-15), In difesa di Jacob
- Alessandro Spadorcia in The Manchurian Candidate
- Fabrizio Odetto in Law & Order - Criminal Intent (ep. 4x21)
- Fabrizio Vidale in Law & Order - I due volti della giustizia (ep. 16x17)
- Enrico Pallini in Fear Itself
- Marco De Risi in The Wire (ep. 5x06)
- Emiliano Coltorti in A Gifted Man
- Fabrizio Manfredi in Fuori dal ring
- Alessandro Quarta in Person of Interest
- Giorgio Borghetti in White Collar
- Renato Novara in Ironside
- Andrea Mete in Muhammad's Ali Greatest Fight
- Stefano Brusa in The Good Wife
- Marco Vivio in 13 Hours: The Secret Soldiers of Benghazi
- Massimo De Ambrosis in Skyscraper
- Sergio Lucchetti in First Man - Il primo uomo
- Fabio Gervasi in The Devil Has a Name
- Gabriele Sabatini in Candy: morte in Texas